# Geoscope
Geoscope est un réseau de mesures sismologiques français.

## Présentation

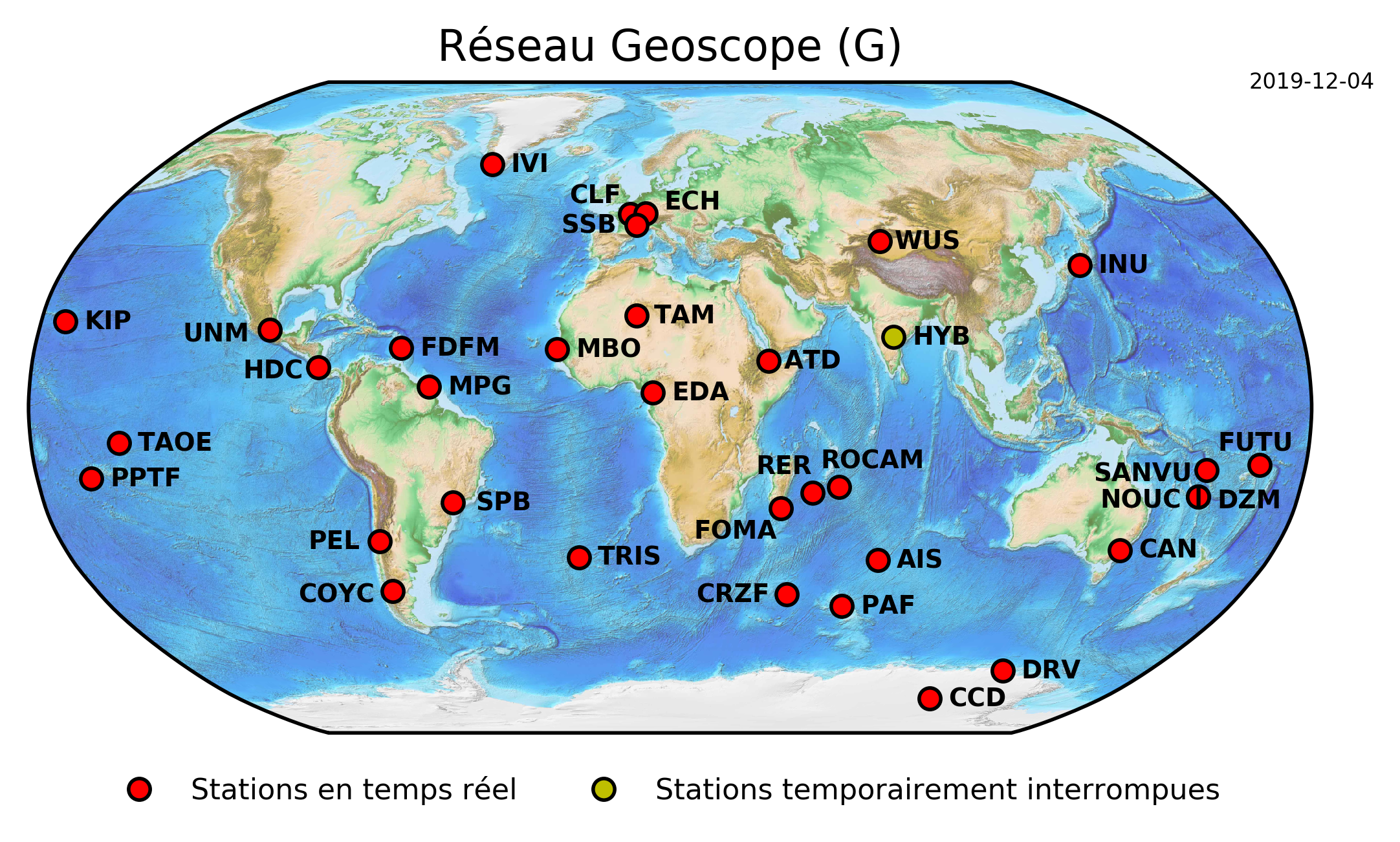
Les stations du réseau Geoscope

Geoscope est un réseau mondial de sismomètres large bande français. Plus de 33 stations sont installées dans 25 pays avec des collaborations locales. Dans chacune d'elles, un sismomètre large bande enregistre les mouvements du sol rapide (plusieurs Hertz) jusqu'au signaux lents (plusieurs centaines de secondes). Ce réseau fournit en temps réel, gratuitement et ouvertement, les données brutes de ses capteurs et aussi les données traitées et validées des séismes de magnitude supérieure à 5,5 ou ceux d'intérêts particuliers. Les données sont validées manuellement soit à l'institut de physique du globe de Paris soit à l'École et observatoire des sciences de la Terre de Strasbourg. 
L'observatoire Geoscope est centralisé et hébergé à l'institut de physique du globe de Paris.

## Historique
En 1982, Geoscope est créé par l'Institut national des sciences de l'univers (INSU), à l'initiative de l'Institut de physique du globe de Paris (IPGP). Ce programme est dirigé jusqu'à 1990 par Barbara Romanowicz, puis par Jean-Paul Montagner. La France est un des premiers pays à avoir constitué un réseau global pour la tomographie sismologique.